# Chilango
Chilango ist eine mexikanische Bezeichnung für eine (männliche) Person aus Mexiko-Stadt. Das weibliche Äquivalent lautet Chilanga.

## Geschichte
Nach heutigem Kenntnisstand gilt als ziemlich sicher, dass der Begriff chilango erstmals im Bundesstaat Veracruz aufkam und eine Variante von shilango ist, das sich wiederum von dem Maya-Wort xilaan ableitet. Xilaan bedeutet so viel wie „zerzauste Haare“ und war ein in Veracruz verbreiteter Spitzname für die Bewohner von Zentralmexiko. In seinem Buch El léxico indígena en el español de México (El Colegio de México, 1969) sah Juan M. Lope Blanch diesen Begriff mit einem negativen Attribut belastet. 
Eine Dekade später entdeckte César Corzo Espinosa den Begriff chilango in Chiapas (Palabras de origen indígena en el español de Chiapas, Costa Amic, 1978, S. 95f) als eine Vokabel aus dem Nahuatl und war dem Autor zufolge von dem Begriff „chilan-co“ abgeleitet, der so viel bedeutet wie „Wo die Roten leben“. Mit diesem Begriff wurden früher die in der Hauptstadtregion lebenden Azteken wegen ihrer rötlichen Hautfarbe von den indigenen Bewohnern der Golfregion bezeichnet.
War der Begriff des „chilango“ früher vor allem mit Bezug auf die in Mexiko-Stadt lebende bzw. dort geborene Unterschicht bezogen, so bezeichnet er seit den frühen 1990er Jahren generell die in der Hauptstadt geborenen bzw. dort lebenden Menschen und hat daher sein ursprünglich negativ besetztes Attribut verloren. 

## Sonstiges
Der Begriff kennzeichnet ferner das Stadtderby zwischen Cruz Azul und dem Club Universidad Nacional, die beide zu den drei populärsten Fußballvereinen von Mexiko-Stadt und zu den vier populärsten Vereinen von Mexiko zählen.

## Andere Begriffe
Andere, aber weniger gebräuchliche, Bezeichnungen für die Bewohner von Mexiko-Stadt sind „capitalinos“ (dt. Hauptstädter) und „defeños“ (abgeleitet vom Distrito Federal, dem offiziellen Hauptstadtbezirk).